# Chartreuse de Pontignano
La chartreuse Saint-Pierre de Pontignano est un ancien monastère de Chartreux à Pontignano, près de Ponte a Bozzone, dans la municipalité de Castelnuovo Berardenga, dans la région du Chianti, dans la province de Sienne en Toscane.

## Histoire
La chartreuse de Saint-Pierre de Pontignano est fondée en 1343 par Bindo di Falcone Petroni, prévôt de la cathédrale de Bologne et protonotaire apostolique. Les constructions commencent aussitôt. En 1353, Petroni laisse tous ses biens aux chartreux de Pontignano, dans son testament. La municipalité de Sienne la fait fortifier en 1383 contre les bandes du condottiere John Hawkwood.
Le monastère subi beaucoup de dégâts pendant la guerre entre Sienne et Florence (1554-1555). En 1559, l’armée impériale la ravage. Il est saccagé et à moitié détruit à tel point qu'une rénovation est nécessaire.
Entre la seconde moitié des XVIe et XVIIe siècles, d'importants travaux de style Renaissance ont lieu, avec la transformation des six chapelles de l'église en une seule chapelle. La nouvelle église est consacrée en 1607 par l'archevêque Camillo Borghesi. Certaines interventions artistiques remontent également à cette période, comme le Sant Romualdo genuflesso du peintre de l'école de Forlì, Antonio Fanzaresi.
En 1636, la chartreuse siennoise de Belriguardo lui est unie.
En 1782, les religieux de la Chartreuse de Maggiano, supprimée, s’y réfugient, mais la maison est elle aussi supprimée par le grand-duc Léopold Ier en 1785. Les camaldules l’occupent comme maison de refuge jusqu’à leur dispersion en 1810 par décret de Napoléon.
En 1959, l'université de Sienne l'achète et devient le centre de congrès officiel de l'université. Il est utilisé pour des réunions académiques, des conventions, et aussi un hôtel et un restaurant pour des événements tels que les mariages et les célébrations.

## Moines de Pontignano

### Prieurs
- 1383-1389 : Étienne Maconi (1346-1424)[2], profès de la chartreuse de Pontignano, prieur en 1383, puis visiteur de la province d'Italie en 1385, prieur de la chartreuse de Milan en 1389, prieur de  Žiče puis général des chartreux « urbanistes », plus tard béatifié, est un ami de sainte Catherine de Sienne et grand partisan de sa canonisation. Il travaille également beaucoup pour réunir l'ordre des chartreux divisé, les Chartreux allemands et italiens sont avec le pape de Rome, et ceux de France et d'Espagne suivent le pape d'Avignon[3]. Il abdique en faveur de la réunification de l'ordre en 1410.

- 1522 : Constantinus de Rigetis, originaire de Bologne, profès de Montello, il est nommé en 1514 recteur de la nouvelle fondation de Calabre.

### Autres
- Stefano Cassiani (1636-†1714), il fait profession à la chartreuse de Farneta (Lucques) en 1653. Il travaille comme peintre de fresques dans les chartreuses de Pontignano, Pise et Farneta entre 1680 et 1693.

## Architecture

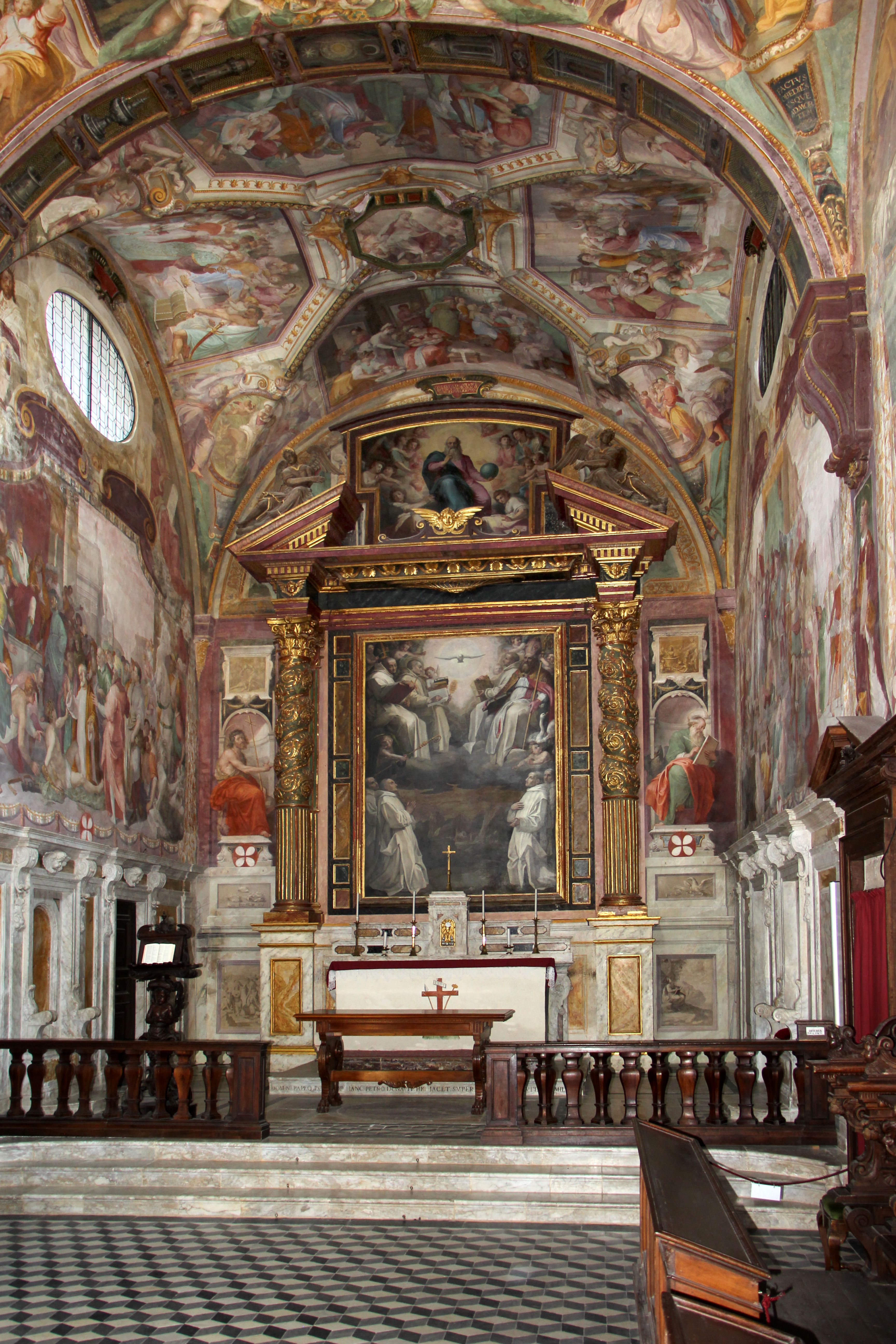
Interieur de l'église

Le couvent a une disposition caractéristique d'un monastère chartreux, avec une grande cour carrée entourée de petites cellules, chacune avec de petites parcelles attenantes qui étaient autrefois occupées par les moines cloîtrés. Une seconde cour était occupée par les apprentis lais et convers. Une église très décorée et quelques espaces de réunion, dont un réfectoire complètent la structure,.
L'église est remarquable pour les fresques de 1579, couvrant les murs et le plafond. Les fresques représentent des événements de la vie du Christ, de la Vierge Marie et de l'histoire de l'ordre des Chartreux. Par exemple, près de l'entrée se trouvent des représentations de saint Bruno recevant les règles de saint Pierre et une gloire de saint Bruno du père Stefano Cassiani, élève de Bernardino Poccetti. Le long des murs de la nef se trouvent des fresques représentant la vie de saint Pierre et la vie de saint Bruno entrecoupées de saints, d'évangélistes et de pères de l'Église. Au plafond, des histoires du Nouveau Testament, y compris la vie de la Vierge, la Passion du Christ et la vie de saint Jean-Baptiste, attribuées à un ensemble d'artistes maniéristes de Toscane, dont Casolani, Vincenzo Rustici, Orazio Porta (en) (Saint Pierre guérissant les malades), et même Poccetti lui-même (Décollation de saint Jean-Baptiste et des saints Cosme, Damien, Etienne, Laurent, Jean-Baptiste et Jean l'évangéliste). Poccetti a également peint un retable principal pour l'église.
D'autres sources ajoutent Giovanni Battista Brugieri (en) comme peintre de la fresque d'Ananias. Le chœur en bois gravé du presbytère a été achevé en 1590 par Domenico Atticciati. Un inventaire de 1840 rappelle qu'un crucifix peint dans une chapelle a été peint par Francesco Vanni, le stuc était réalisé par Cicori, des fresques de Giuseppe Nasini, et un retable représentant des saints chartreux: St Bruno, l'ange gardien et St Romuald par un Falzaresi de Forli . Dans le cloître mineur est un Christ et le Samaritain, une peinture pour ceux qui sont convertis à la foi, par Brugieri. Une petite chapelle avait Le mariage mystique de Catherine de Sienne par Poccetti et un Christ mort par Cassiani. Le réfectoire du Grand cloître contient encore une Cène de Domenico Monti. Une petite chapelle a été décorée par Apollonio Nasini. Le cloître avait la mort de Saint Bruno par Poccetti,.